# Heinrich Carl Scheel

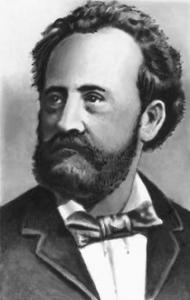
Heinrich Carl Scheel

Heinrich Carl Scheel, auch Heinrich Karl Scheel oder Heinrich Scheel, (* 17. Mai 1829 in Hamburg; † 13. April 1909 in Riga) war ein deutsch-baltischer Architekt.

## Leben
Heinrich Carl Scheels Eltern waren der Maurermeister Daniel Dietrich Scheel und dessen Ehefrau Dorothea Catharina Scheel geborene Menck.
Nach einer Zimmermannslehre von 1845 bis 1846 in Kiel besuchte er die Baumeister- und Zeichenschule von Hermann Peter Fersenfeldt in Hamburg, um anschließend von 1847 bis 1852 an der Akademie der Künste in St. Petersburg zu studieren, wo er ein Mitarbeiter von Ludwig Bohnstedt wurde.
1899 gründete er in Riga mit Friedrich Scheffel das Architektenbüro Scheel & Scheffel.

## Werke

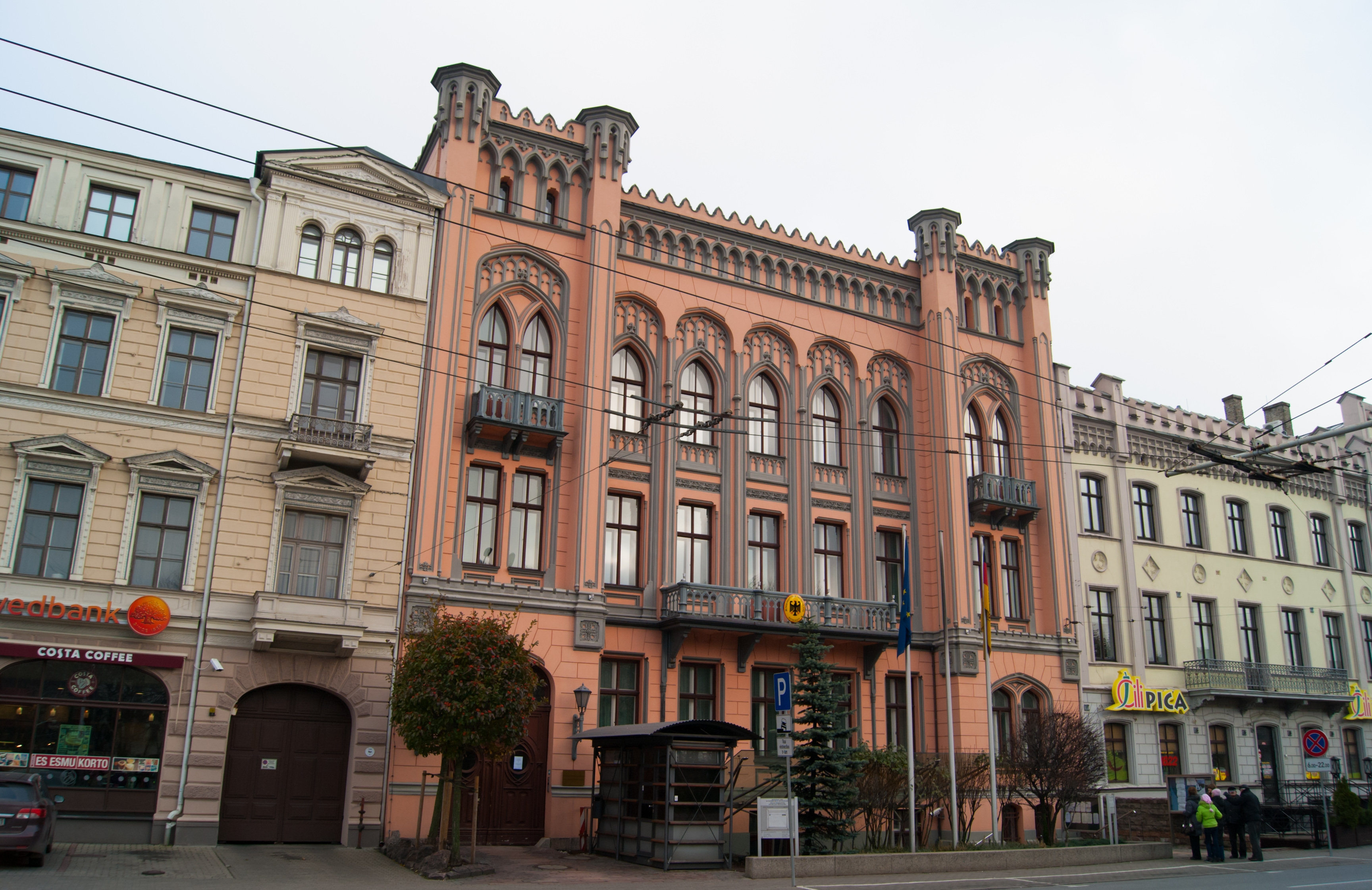
Deutsche Botschaft Riga

- 1853–1854: Umgestaltung des Hauses der Großen Gilde in Riga
- 1861–1863: Witwe Reimer'sche Augenheilanstalt für Unbemittelte in Riga
- 1863–1864: Mineralwasseranstalt im Wöhrmannschen Park in Riga (nach Planung von Ludwig Bohnstedt)
- 1868: Wohnhaus für einen Kaufmann in Riga, Raina Bulvaris 13

Das im neugotischen Stil errichtete Gebäude wird nach der Sanierung seit 1997 vom Auswärtigen Amt als Gebäude der Deutschen Botschaft genutzt.
- 1873: Kapelle Sophienhof im Gemeindegebiet von Schellhorn
- 1875: Wohn- und Geschäftshaus in Riga, Brīvības bulvāris 32, unter anderem als Wohnung für seine Familie; seit 2013 übergangsweise (voraussichtlich bis 2024) als Sitz des Museums der lettischen Geschichte (Latvijas Vēstures muzejs) genutzt
- 1884–1885: Umgestaltung und Erweiterung des vom Architekten Johann Daniel Felsko erbauten Dünaburger Bahnhofs in Riga[3]
- 1889: Hospital-Pavillon in Riga
- 1889–1897: Evangelisch-lutherische Kirche in Kemmern (Ķemeri)

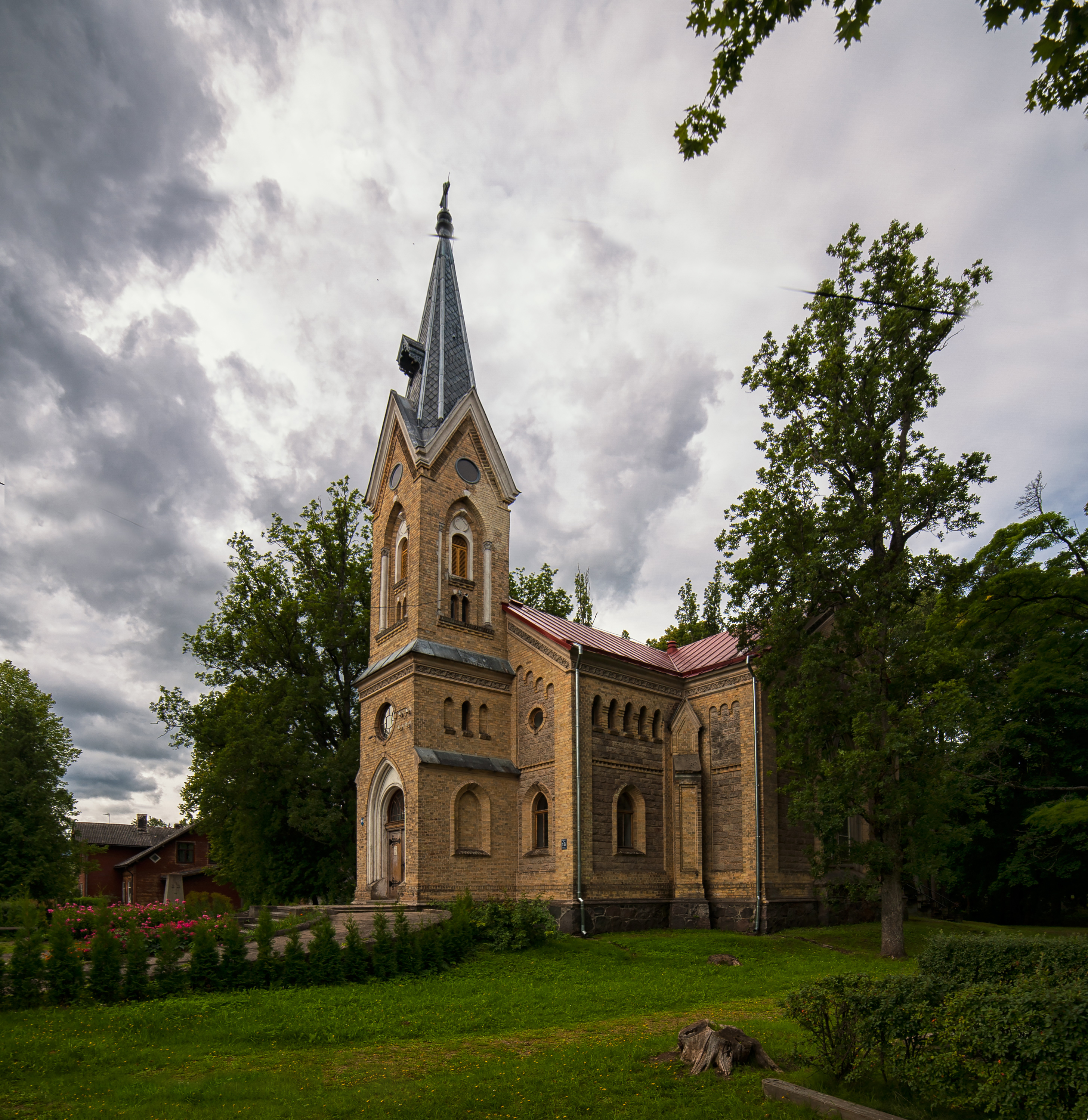
Lutherische Kirche in Ķemeri

Im Architekturbüro Scheel & Scheffel
- 1900: Wohnhaus in Riga, Kaufstraße (lettisch Tirgoņu iela) 4
- 1902: Wohn- und Geschäftshaus in Riga, Ģertrūdes iela 10/12
- 1902: Mehrfamilienhaus in Riga, Smilšu iela 8[4][5]
- 1902: Wohnhaus in Riga, Nometņu iela 43
- 1902: Wohnhaus in Riga, Smilšu iela 8
- 1902: Wohnhaus in Riga, Šķūņu iela 10/12
- 1903: Wohnhaus in Riga, Teātra iela 4[6]
- 1903: Wohn- und Geschäftshaus in Riga, Teatra iela (Teātra iela) 9 (Jugendstil; heute von der italienischen Botschaft genutzt)[7][8]

## Ehrungen
- 1861: Akademiker-Titel der Akademie der Künste in St. Petersburg

## Mitarbeiter
- 1856–1860: Jānis Frīdrihs Baumanis in Riga